# Lapsi
Lapsi (latim para "caídos") eram os apóstatas ou cristãos que renegaram sua fé durante as  perseguições pelo Império Romano. O termo também engloba os que relaxaram em sua fé e que decidem depois voltar para ela.

## Graus
| São os que de fato ofertaram sacrifícios aos ídolos. Cristãos que fizeram sacrifícios, especialmente para os deuses romanos, só receberiam absolvição à beira da morte. Os que queimaram incenso no altar perante as estátuas dos deuses. Do latim thurificare - "queimar incenso". São os que falsificaram o atestado (libellus) ou conseguiram um através de suborno às autoridades. O libellus indicava que tinham feito o sacrifício embora, neste caso, os portadores não o fizeram. Uma sanção de dois era imputada como pena. Do latim libellus - "livrinho; carta; certificado". | São os que mentiram ou de alguma forma salvaram suas vidas. Do latim - "os que fizeram os atos". São os que entregaram às autoridades as Sagradas Escrituras ou artefatos religiosos, ou os que revelaram nomes de outros cristãos. Do latim tradere - "entregar; trair". |

## História
Durante a perseguição de Décio, os nomes dos cristãos que demonstraram a sua apostasia por um dos cinco métodos acima entravam para sempre nos registros da corte. Após terem recebido seus atestados, com a certeza de que seus nomes já constavam ali, eles se sentiam seguros de novas perseguições. A verdade é que a maioria cedia por fraqueza de vontade, pois a maioria queria continuar cristã. Porém, este desejo ia contra a disciplina da época. Os lapsi de Cartago conseguiram ganhar o apoio de alguns cristãos que permaneceram fiéis, apesar das torturas e da prisão. Estes confessores enviaram cartas em nome dos mártires mortos (libella pacis) ao bispo em favor dos renegados. E assim, muitos conseguiram retornar à Igreja, apesar da oposição de Cipriano de Cartago. Como problemas similares estavam acontecendo em Roma, os opositores de Cipriano buscaram ajuda lá. De seu exílio, o bispo de Cartago mantinha constante contato com a sede vacante de Roma (depois do martírio do Papa Fabiano) e decidiu esperar o final da perseguição para voltar à sua cidade e tratar do assunto. O costume permaneceu então o de exigir a recomendação de um mártir ou confessor e de só admitir novamente os apóstatas no leito de morte ou após uma penitência .
Os opositores de Cipriano não aceitaram a decisão e provocaram um cisma. Quando, após a eleição do Papa Cornélio, o padre Novaciano se proclamou antipapa alegando ser o defensor da disciplina rigorista, que se recusava terminantemente a aceitar de volta os lapsi. Logo após a volta de Cipriano para sua sé episcopal na primavera de 251 d.C., sínodos foram realizados em Roma e em Cartago para discutir a questão. A decisão foi admitir os lapsi após uma penitência. Sobre a duração dela, os bispos deveriam avaliar as circunstâncias da apostasia, ou seja, se ele foi torturado antes do sacrifício ou se a sua família fora ameaçada. Os que fizeram os sacrifícios de livre vontade (os sacrificati e os thurificati) só receberiam o perdão no leito de morte. Os libellatici poderiam ser admitidos rapidamente.
A decisão do Concílio de Cartago foi aceita por Dionísio de Alexandria, pelo Papa Cornélio e por Cipriano de Cartago. Só que no oriente, as visões rigoristas de Novaciano foram recebidas com muita simpatia, por exemplo por Fábio, bispo de Antioquia, e seus colegas em Cesareia Palestina, Cesareia e em Tarso. Só com muito esforço, a maioria dos bispos da região acabou cedendo e um pequeno grupo cismático se formou (os novacianos). Porém, logo se iniciou uma nova onda de perseguições sob Diocleciano e a história se repetiu novamente. Muitos cederam às pressões e caíram em apostasia novamente. E nesta perseguição apareceram os traditores, que cederam livros religiosos às autoridades, em sua maioria bispos.
Como na perseguição de Décio, os lapsi, liderados por um Heraclius, tentaram obter a readmissão na Igreja sem realizar a penitência, mas os papas Marcelo e Eusébio se recusaram, aderindo à disciplina penintencial vigente. A confusão e as disputas por conta deste assunto eram tamanhas que Magêncio baniu Marcelo e, depois, Eusébio, assim como Heraclius. Na África (província romana), o cisma donatista surgiu por conta do tratamento dado aos lapsi, principalmente os traditores. Diversos sínodos foram realizados para resolver a questão donatista: Concílio de Elvira (306), Concílio de Arles (314), Concílio de Ancira (314) e o Concílio de Nice.